# Kim Jong-kook
Kim Jong Kook (Hangul: 김종국) (Seoel, 25 april 1976) is een Zuid-Koreaans zanger en acteur. Hij was lid van het Koreaanse zangduo Turbo en is nu een succesvol soloartiest. Nadat hij driemaal een prijs had gewonnen als beste artiest van het jaar in Zuid Korea verscheen hij vaker in allerlei programma's, waaronder Running Man, X-Man, een Koreaanse serie waarvan Family Outing een voorganger was.

## Discografie

### Solo
| Jaar | Albumgegevens | Tracklisting |
| ---- | --- | --- |
| 2001 | Album 1 - Renaissance - Uitgebracht: 13 december 2001 - Label: CJ Music - Taal: Koreaans                                     | 1. Prologue 2. Sad Story 3. Angel 4. 남자니까 (Because I'm A Man) 5. 행복하길 (Wishing You Happiness) 6. 사랑했었다 (Loved You) 7. Disco 8. 여인의 향기 (Fragrance Of A Woman) 9. Love Story 10. Thriller 11. Night 12. 1434 13. One 14. My Way 15. 친구에게서 연인으로 (From Friend To Sweetheart) |
| 2004 | Album 2 - Evolution - Uitgebracht: 18 juni 2004 - Label: CJ Music - Taal: Koreaans                                           | 1. 돌아와 (Come Back) 2. 용서해 기억해 (Forgive And Remember) 3. 니가 원한 이별 (The Parting You Want) 4. Feeling 5. 슬픔 바램 (Fading Sadness) 6. 한 남자 (One Man) 7. 중독 (Addiction) 8. 그래요...그래도... (That's Right...But...) 9. Broken Heart 10. 하루만 (Only One Day) 11. 태양 가득히 (The Full Sun) 12. Tonight 13. 용서 (Forgiveness) 14. 그대가 잠든 사이 (While You Were Sleeping) |
| 2005 | Album 3 - This Is Me - Uitgebracht: 1 juli 2005 - Label: CJ Music - Taal: Koreaans - Verkocht: 350,000+                      | 1. 제자리 걸음 (Walking In One Spot) 2. 그녀의 남자에게 (To Her Man) 3. 슬픈 축하 4. 선물 5. Happiness 6. 사랑스러워 (Lovable) 7. 지우개 8. Dream 9. 토요일 밤 10. 별, 바람, 햇살 그리고 사랑 (Star, Wind, Sunlight and Love) 11. One Night 12. 바보 같은 나 13. 친구에게 14. 연습 15. 여전히 |
| 2006 | Album 4 - Kim Jong Kook's Fourth Letter - Uitgebracht: 13 april 2006 - Label: CJ Music - Taal: Koreaans - Verkocht: 100,000+ | 1. 사랑한다는 말 (Saying 'I Love You') 2. 너만 모르는 이야기 (The Story You Don't Know) 3. 편지 (Letter) 4. 한 사람 (One Person) 5. 사랑이에요 (It's Love) 6. 고백 (Confession) 7. 사랑이 아파도 (Though Love Hurts) 8. 사랑지기 (Failing Love) 9. 그녀를 알아요 (I Know Her) 10. 토박이 (Native) 11. 첫사랑 (First Love) 12. 사랑했나봐 (I Think I Loved) 13. 이별도 고마워 (Thankful Even For The Separation) 14. 꿈을 향해 (Toward A Dream) |
| 2008 | Album 5 - Here I am - Uitgebracht: 22 oktober 2008 - Label: Mnet Music - Taal: Koreaans                                      | 1. 고맙다 (Thank You) 2. 그리운 날들 (Missing Those Days) 3. 오래 오래 (met 마이키) (Long Long Time (met Mikey) 4. 어제보다 오늘 더 (Today More Than Yesterday) 5. Forever (met 마이티마우스) (Forever (met Mighty Mouth)) 6. 이보다 더 좋을 순 없다 (met 시진) (Can't Get Better Than This (met Shi Jin)) 7. 그 집앞(序曲) (In front of That House (Prologue)) 8. 그 집앞 (In front of That House) 9. 사랑에 취해 (met 주석) (Poisoned In Love (met Joosuc)) 10. 이별의 정석 (Break-up Formula) 11. 이제는 안녕 (Goodbye For Now) 12. 사랑해 널 사랑해 (met 창따이) (I Love You I Love You (met Chang Dda Ee)) 13. 어떤 사람 어떤 사랑 (Some person, Some Love) 14. 우리 둘이서 (You and Me Together |
| 2010 | Album 6 - Eleventh Story - Uitgebracht: 27 januari 2010 - Label: 101 Entertainment - Taal: Koreaans                          | 1. 이 사람이다 (This Is The Person) 2. 기다립니다 (Waiting) 3. 못 잊어 (Can't Forget) 4. 잘해 주지 마요 (Don't Be Good To Me) 5. GOOD BYE 6. 내 마음이 사랑입니다 (My Heart Is Love) 7. 잊을게 지울게 (I'll Forget, I'll Erase) 8. 다 알면서 (I Know Everything (met Soya)) 9. 구인 광고 (Classifieds (met Mighty Mouth)) 10. 떠나가지마 (Don't Leave Me) 11. 행복병 (Happy Virus (met Mighty Mouth)) |
| 2010 | Kim Jong Kook Remake Album 'Song' - Uitgebracht: 9 september 2010 - Label: 101 Entertainment - Taal: Koreaans                | 1. 기억이란 사랑보다 (Memories More Than Love) 2. 슬픈바다 (Sad Ocean) 3. 개여울 (The Neck Of The Rapid Waters) 4. 다시 내게로 돌아와 (met 개리) (Come Back To Me Again (met Gary)) 5. 편지 (Letter) 6. 사랑하기에 (Because I Love You) 7. 당신도 울고 있네요 (You Are Crying Too) 8. 가을편지 (Autumn Letter) 9. 먼지가 되어 (Becoming Dust) 10. 토요일은 밤이 좋아 (Saturday Night Fever) |
| 2012 | Album 7 - Journey Home - Uitgebracht: oktober 2012 - Label: JK Entertainment - Taal: Koreaans                                | 1. 니가 생각나 (Thinking Of You) 2. 천 개의 발자국 (Thousands of Footprints) 3. 좋겠다 (You Should Be Happy) 4. 남자가 다 그렇지 뭐 (Men Are All Like That) 5. 너무 예뻤어 (So Pretty) 6. 너에게 하고 싶은 (Words I Want To Say To You) (met HaHa & Gary) 7. Nostalgia (met Mikey) 8. 지워진다 (Disappearing) 9. 남자도 슬프 (Men Also Feel Sad) (met Mighty Mouth) 10. 끝이 아닌 이야기 (Story That Is Not The End) |